# Gianmarco Amore
Gianmarco Amore es un deportista italiano que compitió en esgrima, especialista en la modalidad de florete. Ganó una medalla de oro en el Campeonato Europeo de Esgrima de 1999, en la prueba por equipos.

## Palmarés internacional
| Campeonato Europeo | Campeonato Europeo | Campeonato Europeo | Campeonato Europeo  |
| Año                | Lugar              | Medalla            | Prueba              |
| ------------------ | ------------------ | ------------------ | ------------------- |
| 1999               | Bolzano (Italia)   | Medalla de oro     | Florete por equipos |